# PeaZip
PeaZip es un programa informático de compresión de datos libre y de código abierto para Microsoft Windows, GNU/Linux, macOS y BSD desarrollado por Giorgio Tani. Admite su formato de archivos nativo PEA y otros formatos principales, con especial atención a la manipulación de formatos abiertos. La versión 10.6.1 PeaZip permite un total de 242 extensiones de archivos.
PeaZip está escrito principalmente en Free Pascal, utilizando Lazarus. Es software libre, publicado bajo los términos de la GNU Lesser General Public License.

## Características
El programa cuenta con una interfaz de navegador de archivos con funciones de búsqueda e historial para una navegación intuitiva entre el contenido del archivo. También permite la aplicación de reglas detalladas de múltiples filtros de exclusión e inclusión al archivo; es posible un modo de exploración plana como método alternativo de exploración de archivos.
PeaZip permite que los usuarios ejecuten operaciones de extracción y de archivo de forma automática utilizando la línea de comandos generada, exportando el trabajo definido en el front-end GUI. También puede crear, editar y restaurar el diseño de un archivo para acelerar el archivado o definir la operación de copia de seguridad.
Entre otras características destacadas del programa se incluyen la unión y división de archivos, la eliminación segura de archivo, la comparación de archivos byte a byte, la encriptación de archivos, archivos de comprobación/hash, búsqueda de archivos duplicados, cambio de nombre por lotes, el sistema de evaluación comparativa, la generación de contraseñas/archivos claves de forma aleatoria, el visor de imágenes en miniatura (generación de miniaturas de subprocesos múltiples sobre la marcha sin guardar el caché de imágenes en la máquina host), y la integración en el menú contextual del explorador de Windows. Además, la interfaz de usuario del programa (incluyendo a los iconos y el esquema de color) es personalizable.
A partir de la versión 6.9.2, PeaZip soporta la edición de archivos dentro de archivos.
A partir de dicha versión, también permite añadir archivos a las subcarpetas en un archivo ya creado.
PeaZip está disponible para x86 y x86-64 como aplicación independiente nativa y portátil, para Windows, Linux (DEB, RPM y TGZ, compila tanto para widgetset GTK2 como Qt), y BSD (GTK2). También está disponible como paquete PortableApps (.paf.exe).
Junto con los formatos de archivo más populares y de uso general como 7z, Tar, ZIP y otros, PeaZip soporta también los formatos PAQ y LPAQ: aunque generalmente no se recomiendan para uso general (debido al alto uso de memoria y baja velocidad), estos formatos se incluyen por su valor como tecnología de compresión de vanguardia, lo que proporciona una de los mejores relaciones de compresión para la mayoría de las estructuras de datos.
PeaZip soporta encriptación con cifrado AES de 256 bits en formatos de archivos ZIP, PEA y 7z. En formato ARC de FreeArc, los cifrados soportados son AES de 256 bits, Blowfish, Twofish 256 y Serpent 256.

### Formato de archivo nativo
PEA, un acrónimo de Paquete Encriptado Autenticado, es un formato de archivo comprimido. Es un formato de archivo de propósito general con compresión y salida de múltiples volúmenes. El objetivo de los desarrolladores es ofrecer un modelo de seguridad flexible gracias a la autentificación de cifrado, que proporciona autenticación y privacidad de datos y comprobación de integridad redundantes que van desde la suma de verificación hasta sólidos hashes criptográficos, definiendo tres niveles diferentes de comunicación a controlar: streams, objetos, y volúmenes.
Fue desarrollado conjuntamente con el archivador de ficheros PeaZip. PeaZip y Universal Extractor soportan el formato de archivo PEA.

### Tecnologías de terceros
PeaZip actúa como un front-end gráfico para numerosas utilidades libres de código abierto o freeware de terceros, incluyendo:
- 7z de Igor Pavlov y puerto p7zip de MySpace, POSIX bajo Linux.
- Brotli de Google
- FreeArc Archiver de Bulat Ziganshin (no debe confundirse con la ARC de SEA).
- PAQ8 y LPAQ de Matt Mahoney y diversos contribuyentes, ZPAQ y LPAQ
- QUAD de Ilia Muraviev, BALZ y compresores LPAQ.
- GNU strip y UPX.
- Zstandard de Facebook

#### Plug-in separados (opcionales)
- UNACEV2.DLL 2.6.0.0 y UNACE de Marcel Lemke para Linux (licencia libre de regalías del Software de Compresión ACE); al ser lanzado bajo una licencia no compatible con OSI, está disponible como paquete separado (sin cargo) en la página de complementos de PeaZip, como PeaZip UNACE Plugin.

- unrar de Yevgueni Roshal (licencia libre de regalías de RarLab/Win.Rar GmbH, fuente disponible pero sujeta a restricciones específicas para no permitir la creación de un compresor rar); al ser lanzado bajo una licencia no compatible con OSI, está disponible como paquete separado (sin cargo) en la página de complementos de PeaZip, como PeaZip UNRAR5 Plugin. Este complemento es opcional y solo está destinado a proporcionar un motor unrar alternativo, ya que los formatos RAR y RAR5 son compatibles con la extracción por PeaZip de forma nativa sin plug-in.

## Formatos soportados

### Soporte completo para archivado y extracción
- 7z[17]
- 7z-SFX
- ARC/WRC[18]
- BZip2/TBZ
- GZip/TGZ
- LPAQ1/5/8
- PAQ8F/JD/L/O[19]
- PEA
- QUAD/BALZ
- split (.001)
- Tar
- WIM
- XZ
- ZIP
- Zstandard: zst, tzst

### Abrible y navegable
- appxbundle[7]

### Extraíbles, navegables y testeables
- ACE (mediante plugin UNACE)
- ARJ
- CAB
- CHM
- Archivo compuesto (e.j. MSI, DOC, PPT, XLS)
- CPIO
- deb
- EAR
- Imagen ISO
- JAR
- LZMA
- LZH
- Instaladores NSIS
- OpenOffice's OpenDocument
- PET/PUP (Instaladores de Puppy Linux)
- PAK/PK3/PK4
- RAR incluyendo archivos creados con el nuevo estándar RARv5
- RPM
- SMZIP
- U3P
- WAR
- XPI
- Compresión Z
- ZIPX

### Reparación
- FreeArc de ARC

## Adware
Antes de la versión 5.3, los instaladores PeaZip para Windows y Win64 fueron incluidos con el módulo de publicidad OpenCandy, que durante la instalación ofrecía recomendación opcionales de software de terceros; alternativamente, en la página oficial de descargas fueron proporcionados instaladores sin paquete, llamados 'lisos'. Desde la versión 5.3 en adelante, PeaZip ya no tiene paquete de publicidad.[cita requerida] Los paquetes de PeaZip Portable y PeaZip for Linux nunca presentaron un paquete de publicidad.